# Oradores áticos

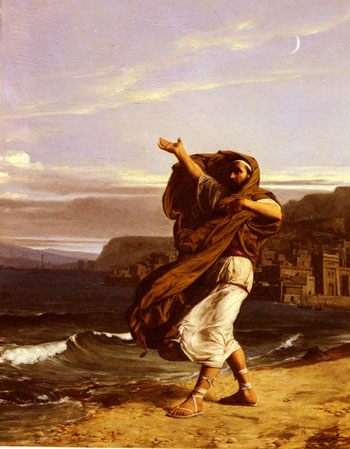
Demóstenes practicando el habla (1870) de Jean-Jules

Los diez oradores áticos (llamados así por provenir de la periferia de Ática) fueron considerados los mayores oradores y logógrafos de la antigüedad clásica (siglos V y IV a. C.). Fueron incluidos en el canon alejandrino, a veces llamado «Canon de los Diez», compilado por Aristófanes de Bizancio y Aristarco de Samotracia.

## El canon alejandrino o canon de los Diez
- Antifonte o Antifón
- Andócides
- Lisias
- Isócrates
- Iseo
- Esquines
- Licurgo
- Demóstenes
- Hipérides
- Dinarco

Ya en tiempos de Homero (ss. IX - VIII a. C), el arte de la oratoria era considerado de gran valor en Grecia. En la Ilíada, el guerrero Aquiles era descrito como un buen orador.
Hasta el siglo V a. C, sin embargo, el arte de la oratoria no fue definido formalmente, cuando el orador siciliano Córax comenzó un estudio formal de la retórica junto a su pupilo Tisias. En el año 427 a. C., otro siciliano llamado Gorgias de Leontino visitó Atenas y pronunció un discurso que aparentemente fascinó a los ciudadanos. La aproximación «intelectual» a la oratoria de Gorgias (que incluía nuevas ideas, formas de expresión y métodos de argumentación) fue continuada por Isócrates, un educador y retórico del siglo IV a. C. Con el tiempo, la oratoria se fue convirtiendo en un objeto de estudio central en el sistema educativo griego.
El trabajo de los oradores áticos inspiró posteriormente el movimiento retórico aticista, con un estilo menos ornamentado que el clásico.